# Menjamel de Hindwood
El menjamel de Hindwood (Bolemoreus hindwoodi) és un ocell de la família dels melifàgids (Meliphagidae).

## Hàbitat i distribució
Viu a la selva pluvial de les terres altes d'Austràlia, a l'est de Queensland central.